# 胡布尼克
胡布尼克（羅馬化：Hubnyk）是烏克蘭的村落，位於該國西南部文尼察州，由海辛區負責管轄，始建於1400年，面積6.52平方公里，海拔高度236米，2001年人口2,055，人口密度每平方公里315.28人。